# Carcaixells d'en Dalmau
Els Carcaixells d'en Dalmau és un conjunt de doms o crestes rocoses del Massís de l'Ardenya, la més alta de les quals és el Montclar (401,1 m). Està situat al municipi de Santa Cristina d'Aro, a la comarca catalana del Baix Empordà. L'absència de vegetació als diversos cims permet que sigui un bon mirador per als excursionistes.
Els doms granítics són la forma de relleu d'aquests pics que constitueixen turons de vessants nus i escarpats, aïllats o agrupats en conjunts més o menys complexos. Es tracta de relleus residuals fruit de l'erosió diferencial.